# Henry Creasey
Henry Parker Creasey (* 1864; † 15. März 1923 in London) war ein britischer Sportschütze.

## Erfolge
Henry Creasey nahm an den Olympischen Spielen 1908 in London im Trap teil. Gemeinsam mit George Whitaker, John Butt, Robert Hutton, William Morris und George Skinner gewann er in der Mannschaftskonkurrenz die Bronzemedaille hinter der ersten britischen Mannschaft und den Kanadiern. Creasey war dabei mit 59 Punkten der zweitschwächste Schütze der Mannschaft. Den Einzelwettbewerb beendete er mit 46 Punkten auf dem 17. Rang.